# Райе, Жорж
Жорж-Антуан-Пон Райе (фр. Georges-Antoine-Pons Rayet; 12 декабря 1839 — 14 июня 1906) — французский астроном.
Родился в Бордо, Франция. Начал работать в Парижской обсерватории в 1863 году. Работал в области метеорологии в дополнение к астрономии. Специализировался в новой тогда области спектроскопии.
Был основателем и директором обсерватории Бордо в течение более 25 лет, вплоть до своей смерти. Вместе с Шарлем Вольфом обнаружил в 1867 году звёзды Вольфа-Райе. Награждён медалью Жансена Французской академии наук в 1891 году.

## Некрологи
- AN 172 (1906) 111//112 (на французском языке)
- ApJ 25 (1906) 53
- Obs 29 (1906) 332 (один абзац)
- PASP 18 (1906) 280 (одно предложение)